# Jasseines
Jasseines je francouzská obec v departementu Aube v regionu Grand Est. Žije zde 160 obyvatel.

## Geografie

### Sousední obce
| Růžice kompasu | Vaucogne         | Dampierre |           | Růžice kompasu |
| Růžice kompasu | Dommartin-le-Coq | Sever     | Donnement | Růžice kompasu |
| Růžice kompasu | Dommartin-le-Coq | Jasseines | Donnement | Růžice kompasu |
| Růžice kompasu | Dommartin-le-Coq | Jih       | Donnement | Růžice kompasu |
| Růžice kompasu | Brillecourt      | Aulnay    |           | Růžice kompasu |